# Ульріка Майнгоф

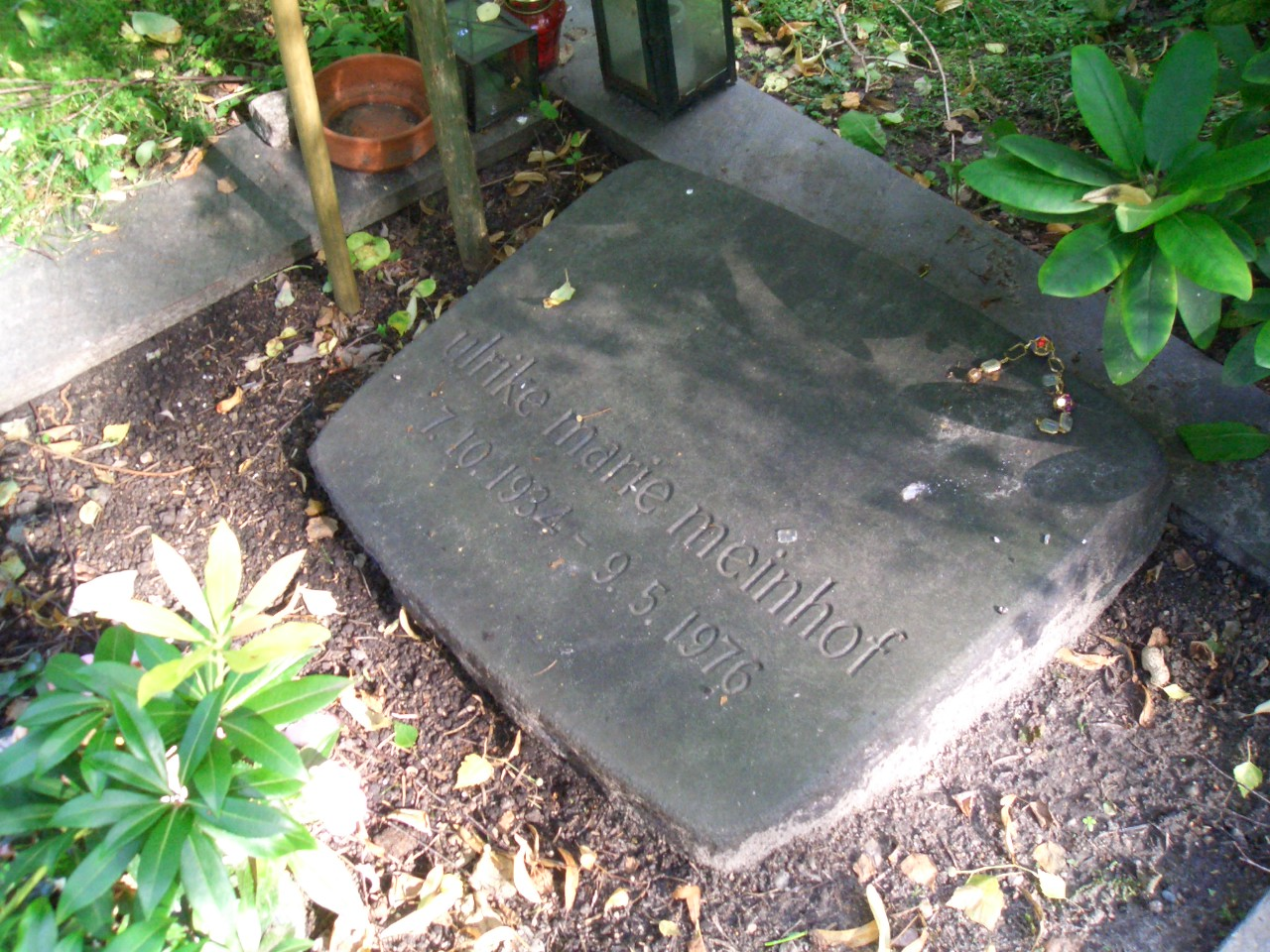
Могила Ульріки Майнгоф.

Ульріка Майнгоф (нім. Ulrike Marie Meinhof; 7 жовтня 1934, Ольденбург — 8 травня 1976, Штутґарт) — західнонімецька журналістка, публіцистка, громадська діячка та терористка. Одна із співзасновників і лідерів ліворадикальної терористичної організації «Фракція Червоної Армії» (RAF).
Згідно з офіційною версією, Ульріка Майнгоф покінчила життя самогубством — повісилася у камері. Версія самогубства не визнана європейськими інтелектуалами та незалежними дослідниками, серед них Генріх Белль, Жан-Поль Сартр, Клаус Круассон, Олександр Тарасов.

## Основні твори
- Deutschland, Deutschland unter anderm. — Wagenbach Verlag, Berlin, 2012. — 142 S.
- Bambule. Fürsorge — Sorge für wen? — Wagenbach Verlag, Berlin, 1971. — 109 S. ISBN 9783803110244
- Die Würde des Menschen ist antastbar. — Klaus Wagenbach GmbH, Berlin, 192 S.
- Від протесту до спротиву (1968).
- Rote Armee Fraktion. Das Konzept Stadtguerilla[3] / Amsterdam: Niemec Verlag, April 1971 (нім.) / Концепція міської герильї. Квітень 1971 [4]

### Видання українською
- Ульріка Майнгоф. Від протесту до спротиву. // «Ї» (Львів). — ч. 25 (травень 2002).